# Ceratispa kolbei
Ceratispa kolbei is een keversoort uit de familie bladkevers (Chrysomelidae). De wetenschappelijke naam van de soort werd in 1913 gepubliceerd door Raffaello Gestro.